# 來宗道
來宗道（1571年—1638年），字子繇，號路然，浙江蕭山人，祖籍河南鄢陵，明朝政治人物，同進士出身。

## 生平
隆庆五年（1571年）十月三日生。出身浙江萧山望族来氏。萬曆三十二年（1604年）登甲辰科進士，累官太子太保、禮部尚書。明熹宗朝充经筵讲官，受其重用。天启年間，與魏忠賢黨人有來往，天啓六年（1626年），與楊景辰等編成《三朝要典》，把東林黨人打倒。崇禎元年，翰林院編修倪元璐請求毀去《三朝要典》，庚午，毀《三朝要典》。東林人士紛上疏彈劾來宗道，壬子，來宗道、楊景辰致仕。倪元璐屡疏争时事，宗道笑曰: “渠何事多言，词林故事，讓香茗草。”當时朝野說他是“清客宰相”。崇祯二年（1629年）被列入逆案。晚年居家。有子來諮諏，娶陳洪綬之妹。